# Dolný Lieskov
Dolný Lieskov (maďarsky Alsómogyoród, do roku 1899 Alsó-Lieszkó) je obec na Slovensku v okrese Považská Bystrica. Žije zde 820 obyvatel. První písemná zmínka o obci pochází z roku 1327. V obci je kostel svatých Andělů strážných a kaštel.